# Lista fotbaliștilor decedați pe teren
Aceasta este o listă a fotbaliștilor care au murit pe terenul de fotbal, în timpul meciurilor sau la antrenamente, decedați pe loc, direct din cauza leziunilor suferite în timpul jocului, sau ulterior, în urma traumelor primite la meci. FIFA a luat atitudine față de sporirea numărului deceselor pe teren, și a instituit examinarea cardio-vasculară obligatorie pentru jucători.
| Data               | Nume                        | Vârsta | Echipa                                      | Note |
| ------------------ | --------------------------- | ------ | ------------------------------------------- | --- |
| 13 ianuarie 1889   | William Cropper             | 26     | Staveley                                    | Și-a rupt intestinul într-un meci cotra Grimsby Town F.C., fapt ce a dus la decesul său în ziua următoare. |
| 11 ianuarie 1892   | James "Daddy" Dunlop        | 21     | St Mirren                                   | A căpătat tetanos după ce a căzut pe o bucată de sticlă în timpul unui meci amical cu Abercorn, fapt ce a condus la decesul său peste 10 zile, la vârsta de 21 de ani. |
| 25 mai 1896        | James Logan                 | 25     | Loughborough F.C.                           | Pneumonie căpătată în timpul jocului. |
| 29 noiembrie 1896  | Joe Powell                  | 25     | Woolwich Arsenal                            | Otrăvirea sângelui și tetanos căpătat după ce și-a fracturat brațul într-un meci contra Kettering Town în 1896. |
| ianuarie 1900      | James Collins               |        | Sheppey United                              | Tetanos cauzat de o traumă din timpul meciului. |
| 27 august 1902     | Di Jones                    | 35?    | Manchester City                             | A murit de la o infecție cauzată de o tăietură la genunchi. |
| 27 octombrie 1906  | David "Soldier" Wilson      | 23     | Leeds City                                  | Atac de cord într-un meci contra Burnley. |
| 8 aprilie 1907     | Tommy Blackstock            | 25     | Manchester United                           | După ce a lovit mingea cu capul într-un meci contra St. Helens, s-a prăbușit la pământ și a murit. |
| ianuarie 1908      | Frank Levick                | 26     | Sheffield United                            | Atac de cord. |
| 29 decembrie 1909  | James Main                  | 23     | Hibernian                                   | Leziuni letale la stomac în timpul unui meci în ziua de Crăciun, în 1909, împotriva lui Partick Thistle, la Firhill pe un teren frostbound, după ciocnirea cu un jucător de la Thistle, fapt ce a dus la moartea sa patru zile mai târziu. |
| 19 februarie 1916  | Bob Benson                  | 33     | Arsenal                                     | Erupția vaselor sanguine într-un meci cu Reading. |
| 7 ianuarie 1921    | Horace Fairhurst            | 27     | Blackpool                                   | A suferit o traumă la cap într-un meci de campionat contra Barnsley F.C., în decembrie 1920; ca rezultat a leziunilor primite, a decedat la începutul anului următor. |
| 22 mai 1921        | Nikola Gazdić               |        | Hajduk Split                                | Fiind într-un stadiu avansat de tuberculoză, a murit în timpul unui meci contra Građanski Zagreb. |
| 11 noiembrie 1923  | Tom Butler                  |        | Port Vale                                   | Decedat de tetanos la opt zile după fracturarea brațului într-un meci. |
| 4 aprilie 1927     | Albert Van Coile            | 27     | Cercle Brugge                               | A suferit o ruptură gastrointestinală în ciocnirea cu un adversar. Decedat o zi mai târziu. |
| 3 mai 1927         | David Arellano              | 24     | Colo-Colo                                   | A suferit o peritonită după o lovitură primită de la un adversar în timpul meciului. A murit la clinica unde a fost internat. |
| 30 aprilie 1927    | Sam Wynne                   | 30     | Bury                                        | S-a prăbușit pe teren și a murit, într-un meci cu Sheffield United, cauza fiind pneumonia, deși clubul Bury pretindea că a fost o hemoragie cerebrală. |
| 5 septembrie 1931  | John Thomson                | 22     | Celtic                                      | Decedat în urma traumelor primite la o accidentare într-un meci contra Rangers F.C.. |
| 17 iunie 1933      | Jon Kristbjornsson          | 22     | Valur                                       | Portarul ce s-a ciocnit cu un atacant de la KR Reykjavik și a suferit o traumă la cap, în ultima etapă a Ligii Islandeze din 13 iunie 1933. A fost dus la spital, unde din cauza leziunilor primite, a murit pe 17 iunie 1933. |
| 1 decembrie 1934   | Sim Raleigh                 | 25     | Gillingham                                  | A murit după o ciocnire cu capurile cu jucătorul lui Brighton & Hove Albion, Paul Mooney. |
| 5 februarie 1936   | Jimmy Thorpe                | 22     | Sunderland                                  | Diabetic fiind, portarul a intrat într-o comă din care nu a mai revenit, atribuită jocului dur din partea adversarilor de la Chelsea. Moartea sa a dus la apariția regulii că jucătorii nu mai au posibilitatea de a lovi cu piciorul mingea din brațele portarului. |
| 20 februarie 1949  | Gustav Fähland              |        | TSV Braunschweig                            | Portarul a murit din cauza hemoragiei interne la câteva zile după ce s-a ciocnit cu un jucător al echipei SV Werder Bremen pe 13 februarie 1949. |
| 1 aprilie 1951     | Mitotônio                   | 35     | Ceará                                       | S-a prăbușit în timpul unui meci. Moartea a fost atribuită unei congestii digestive. |
| august 1953        | John Kirkby                 | 23     | Wrexham                                     | S-a prăbușit în timpul unui meci, murind după un stop cardiac. |
| 14 iulie 1963      | Constantin Tabarcea         | 26     | Petrolul Ploiești                           | S-a prăbușit în timpul unui meci. Moartea a fost atribuită activității neobișnuite a timusului. |
| 25 februarie 1967  | Tony Allden                 |        | Highgate United                             | A fost trăsnit de un fulger în timpul sferturilor Cupei FA de amatori cu Enfield. |
| 1 iulie 1973       | Nikola Mantov               | 23     | FK Osogovo                                  | S-a prăbușit și a murit din cauza unui infarct în minutul 10 al unui meci de campionat cu FAS 11 Oktomvri. |
| 16 decembrie 1973  | Pavão                       | 26     | F.C. Porto                                  | S-a prăbușit și a murit din cauza unui infarct în timpul unui meci de campionat. |
| 18 mai 1977        | Tony Aveyard                | 21     | Scarborough                                 | Accidentare gravă la cap. |
| 30 octombrie 1977  | Renato Curi                 | 24     | Perugia                                     | A suferit un infarct miocardic într-un meci de Serie A cu Juventus. Stadionul Perugiei îi poartă numele. |
| 23 septembrie 1984 | Erik Jongbloed              |        | DWS Amsterdam                               | Lovit de fulger în timpul unui meci demonstrativ. |
| 23 august 1987     | Paulo Navalho               | 20     | Atlético Clube de Portugal                  | A suferit un infarct miocardic acut în timpul unui meci amical dintre Atletico și Al-Jazira Club. |
| 9 decembrie 1987   | Dursun Özbek                | 17     | Galatasaray                                 | A murit de insuficiență cardiacă într-un meci test din Florya. |
| 12 august 1989     | Samuel Okwaraji             | 24     | Nigeria                                     | S-a prăbușit pe teren și a murit în timpul unui meci cu Angola contând pentru calificarea la CM 1990. Autopsia a arătat că fotbalistul în vârstă de 24 de ani avea cord mărit și tensiune mare. |
| 8 septembrie 1990  | David Longhurst             | 25     | York City                                   | A suferit un infarct pe teren în timpul meciului Lincoln City. A murit până să ajungă la pital. |
| 2 februarie 1993   | Michael Klein               | 33     | Bayer Uerdingen                             | A suferit un atac de cord în timpul unei sesiuni de antrenament. |
| 30 aprilie 1995    | Mukandi Tsimaia             | 28     | Atromitos F.C.                              | A primit un cot în gât de la un adversar care juca pentru Panelefsiniakos și a murit din cauza unui edem pulmonar. |
| 25 august 1995     | Michael Goddard             |        | Dundela                                     | A murit în timpul unui meci cu Dungannon Swifts de pe Stangmore Park după ce a fost lovit cu mingea în piept. |
| 29 octombrie 1995  | Amir Angwe                  | 29     | Julius Berger F.C.                          | S-a prăbușit și a murit pe teren din cauza unui infarct. |
| 4 ianuarie 1997    | Hedi Berkhissa              | 24     | Esperance Sportive de Tunis                 | A suferit un atac de cord într-un meci amical contra lui Olympique Lyonnais pe Stade Chedli Zouiten |
| 4 aprilie 1997     | Waheeb Jabara               | 23     | Hapoel Taibe                                | A suferit un infarct în timpul unui meci cu Bnei Yehuda. |
| februarie 1998     | Robbie James                | 40     | Llanelli A.F.C.                             | Cardiomiopatie |
| 28 aprilie 1998    | Axel Jüptner                | 29     | Carl Zeiss Jena                             | A murit subit după un infarct |
| ianuarie 1999      | Ferenc Biro                 | 15     | Nirajul Miercurea-Nir.                      | A murit după ce bara transversală i-a căzut în cap în timpul unui antrenament. |
| 24 iulie 1999      | Stefan Vrăbioru             | 23     | Astra Ploiești                              | În minutul 68 al meciului din etapa 1, Rapid București - SC Astra Ploiești, fotbalistul a suferit o hemoragie internă, care i-a provocat moartea în drum spre spital. |
| ianuarie 2000      | Daniel Orbeanu              | 18     | Caraimanul Bușteni                          | A murit din cauza unei entorse, urmată de o infecție, deși a fost investigat de patru spitale. |
| februarie 2000     | John Ikoroma                | 17     | Al-Wahda S.C.C.                             | S-a prăbușit pe teren și a a murit ulterior la spital. |
| 2 aprilie 2000     | Eri Irianto                 | 26     | Persebaya Surabaya                          | A murit la spital în urma unui infarct survenit în timpul meciului dintre Persebaya și PSIM Yogyakarta. |
| 21 mai 2000        | Hocine Gacemi               | 24     | JS Kabylie                                  | A murit în urma unei fracturi la cap, după o ciocnire cap în cap cu un adversar. |
| 30 mai 2000        | Ivan „Beli” Krstic          | 20     | Radnički Niš                                | A fost lovit de fulger în timpul unui antrenament, murind pe loc. |
| 5 octombrie 2000   | Cătălin Hîldan              | 24     | FC Dinamo București                         | A murit în timp ce juca pentru Dinamo. În minutul 74 al unui meci amical împotriva FC Oltenița, Cătălin Hîldan a suferit un atac de cord și a decedat. Peluza de nord a stadionului Dinamo este numită în onoarea sa „Peluza Cătălin Hîldan”. |
| 29 august 2001     | Serhii Perhun               | 23     | ȚSKA Moscova                                | S-a accidentat după o ciocnire cu Budun Budunov care a dus la hemoragie craniană, murind opt zile mai târziu. |
| 20 februarie 2002  | Cristian Neamțu             | 21     | Universitatea Craiova                       | Lovit involuntar în mandibulă în timpul unui antrenament de coechipierul său Marius Șuleap. I s-a spart un vas de sânge care i-a inundat creierul, decedând după o săptămână de comă. |
| octombrie 2002     | Marcio Dos Santos           | 28     | Deportivo Wanka                             | Dos Santos a suferit un infarct după un meci al echipei peruviene la care juca Deportivo Wanka, în care a marcat un gol în victoria cu 3-1 în fața echipei Alianza Lima. |
| 24 octombrie 2002  | Hernán Gaviria              | 32     | Deportivo Cali                              | Lovit de fulger în timpul unui antrenament, a murit pe loc. |
| 27 octombrie 2002  | Giovanni Córdoba            | 24     | Deportivo Cali                              | Lovit de același fulger care l-a omorât pe Hernán Gaviria, murind trei zile mai târziu din cauza rănilor. |
| decembrie 2002     | Stefan Toleski              |        | FK Napredok                                 | S-a prăbușit în timpul unui meci, murind la spital. |
| 26 iunie 2003      | Marc-Vivien Foé             | 28     | Camerun                                     | S-a prăbușit pe teren în timpul semifinalei din Cupa Confederațiilor din 2003 cu Colombia, murind după scurt timp la spital. La autopsie s-a constat că suferea de cardiomiopatie hipertrofică. |
| 25 ianuarie 2004   | Miklós Fehér                | 24     | Benfica                                     | A murit în urma unui stop cardiac cauzat de cardiomiopatie hipertrofică în timpul unui meci cu Vitória. |
| 29 februarie 2004  | Danny Ortiz                 | 27     | CSD Municipal                               | În timpul unui meci cu CSD Comunicaciones, Ortiz s-a ciocnit cu Mario Rafael Rodríguez, în urma căreia a suferit de ruptură de pericard, murind mai târziu la spital. |
| 27 octombrie 2004  | Serginho                    | 30     | São Caetano                                 | Sudden cardiac death during a Campeonato Brasileiro Série A match against São Paulo. His death motivated a revamping of practices in medical assistance from clubs and stricter preventative measures in sports grounds in Brazil. |
| 5 decembrie 2004   | Cristiano Júnior            | 24     | Dempo Sports Club                           | Collided with Mohun Bagan goalkeeper Subrata Paul in the 78th minute of the Federation Cup finals while scoring his second goal. He staggered away, then collapsed. Attempts to revive him were unsuccessful and he was dead on arrival at Hosmat Hospital. |
| 12 aprilie 2005    | Paul Sykes                  | 28     | Folkestone Invicta                          | Collapsed on the pitch 30 minutes into the game against Margate F.C. in the Kent Senior Cup Semi-Final. An undiagnosed heart-defect was identified as the cause of his death. |
| 27 mai 2005        | Alin Paicu                  | 32     | Minerul Mătăsari                            | A lovit mingea cu capul, și s-a prăbușit pe gazon. A murit în drum spre spitalul din Târgu-Jiu. Din unele informații se pare că el a suferit un stop cardiac, și și-a înghițit limba. |
| 12 iunie 2006      | Rasmus Green                | 26     | Næstved BK                                  | Suffered a heart attack during a training session and was, despite revival attempts from team mates and a doctor, declared dead upon arrival at the local hospital. The number 7 was afterwards retired in his honor. |
| 30 august 2006     | Mohamed Abdelwahab          | 23     | Al-Ahly                                     | Died from undetected heart defect during a training match. |
| 9 septembrie 2006  | Matt Gadsby                 | 27     | Hinckley United                             | Collapsed on the pitch during a Conference North game against Harrogate Town and died soon afterwards in Harrogate District Hospital. Medical tests revealed he died from a heart condition known as Arrhythmogenic Right Ventricular Cardiomyopathy. |
| 18 septembrie 2006 | Nilton Pereira Mendes       | 30     | FC Shakhter Karagandy                       | Collapsed on the pitch during a training session with his club and died in the ambulance on the way to the hospital. The Brazilian was a former top scorer and best player for the Kazakhstan Premier League. |
| 27 martie 2007     | Ivan Karačić                | 19     | NK Široki Brijeg                            | Suffered a heart attack and died during a training match in Široki Brijeg, Bosnia și Herțegovina. |
| 28 august 2007     | Antonio Puerta              | 22     | Sevilla FC                                  | S-a prăbușit în timpul unui meci cu Getafe CF. A murit la spital după mai multe infarcturi. La autopsie s-a descoperit că suferea de cardiomiopatie aritmogenă a ventriculului drept. |
| 29 august 2007     | Chaswe Nsofwa               | 28     | Hapoel Beersheba                            | Died from sudden heart failure during a training match against Maccabi Beersheba. |
| 29 decembrie 2007  | Phil O'Donnell              | 35     | Motherwell                                  | Collapsed during his team's 5-3 win against Dundee United with what was later confirmed as left ventricular failure. He died on the way to hospital. |
| 9 februarie 2008   | Guy Tchingoma               | 22     | FC 105 Libreville                           | Died shortly after a league game against Union Sportive O'Mbila. During the match he collided with an opponent. He managed to finish the game, but collapsed after it and medics were unable to revive him. |
| 16 februarie 2008  | Hervé King                  | 27     | Ringmer                                     | Collapsed 17 minutes into a game against Three Bridges of an undetermined cause (heart attack suspected). |
| 3 aprilie 2008     | Hrvoje Ćustić               | 24     | NK Zadar                                    | Collided with a concrete wall during a game against Cibalia and died in hospital 5 days later of severe head injuries |
| 31 mai 2008        | Rustem Bulatov              | 34     | Torpedo SDYuSShOR Kaluga                    | Felt ill during a game, died later that day in a hospital. |
| 15 martie 2009     | Jumadi Abdi                 | 26     | PKT Bontang                                 | He collapsed after an incident with Denny Tarkas during the match of his club PKT Bontang against Persela Lamongan. Denny kicked Jumadi's stomach when he was trying to get the ball. Jumadi died in hospital 8 days later of severe infection. |
| 3 aprilie 2009     | Víctor Hugo Ávalos          | 37     | Villa Florida                               | Suffered a heart attack in a match against Salesianito and died the next day. |
| 26 mai 2009        | Orobosan Adun               | 28     | Warri Wolves FC                             | Before an away match with Enugu Rangers, Goalkeeper Adun of Warri Wolves FC, was assaulted by thugs suspected to be fans of the opposition team. Slumped and died 3 days later from internal haemorrhage, during a training session. |
| 8 Aug 2009         | Daniel Jarque               | 26     | RCD Espanyol                                | Died after he suffered a cardiac arrest following a training session. |
| 15 noiembrie 2009  | Maurizio Greco              | 25     | TuS Güldenstern Stade                       | He collapsed during the match of his club TuS Güldenstern Stade against Lupo Martini Wolfsburg at Campers Höhe and died later in the hospital. |
| 24 ianuarie 2010   | Yannick Dago                | 17     | Arras Football                              | He collapsed during the match of his under-19 team club Arras Football against Etoile Sportive Anzin Saint Aubin and died later on a heart attack. |
| 6 martie 2010      | Endurance Idahor            | 25     | Al-Merreikh                                 | He collapsed during the match of his Sudanese club Al Merreikh against Alamal Atbara. He died in the ambulance. Autopsy report revealed that he suffered a circulatory collapse from a heart attack. |
| 8 martie 2010      | Bartholomew Opoku           | 19     | Kessben F.C.                                | He collapsed the day before while playing against league side Liberty. He was quickly taken to hospital and is understood to have stabilised overnight. His death was announced the next day by his club. |
| mai 2010           | Goran Tunjić                | 32     | Mladost FC                                  | He died from a heart attack during a 5th Division match. It was widely reported that Tunjić had been booked by the referee for diving, though such reports were later refuted by some sources. |
| 2 mai 2010         | Ambrose Wleh                | 24     | Invincible Eleven                           | He died from heart failiure in a match against Mighty Barrolle. He came on as a substitute in the second half before collapsing in the center circle with no other players near him. He died shortly afterwards upon arrival to a hospital in Monrovia, Liberia. |
| 18 august 2010     | Victor Omogbehin            | 22     | Ilford F.C.                                 | Victor Omomgbehin died after collapsing during a league match. He played in the Isthmian Football League game from Ilford against the Lowestoft Town FC. |
| 8 mai 2010         | Wilson Mene                 | 22     | Prek Pra Keila                              | Wilson Mene died after collapsing during a league match. He is survived by both parents and seven siblings. He played in Metfone Cambodian League at National Olympic Stadium. |
| 10 noiembrie 2010  | Benjamin Owusu              | 21     | Cavaliers FC Parakou                        | Benjamin Owusu a murit din cauza unui infarct, prăbușindu-se în timp ce juca în Benin. |
| 12 aprilie 2011    | Lokissimbaye Loko           | 30     | FC Beaumontois                              | The former Chadian national football player died from a heart attack during a Ligue Midi-Pyrenees match. |
| 4 august 2011      | Naoki Matsuda               | 34     | Matsumoto Yamaga F.C.                       | Former Yokohama F. Marinos and Japan international football player collapsed during training on 2 august 2011 due to a cardiac arrest after finishing a 15-minute warmup run, and doctors diagnosed his condition as "extremely severe". After suffering for two days, he died on 4 august. |
| 13 noiembrie 2011  | Bobsam Elejiko              | 30     | K. Merksem S.C.                             | Nigerian born player who spent most of his career playing in Belgium collapsed and died while playing a 5th tier match for K. Merksem S.C. against F.C. Exc. Kaart |
| 15 martie 2012     | D. Venkatesh                | 27     | Bangalore Mars                              | Venkatesh came on as a substitute in the 73rd minute and collapsed toward the end of the game; reports suggest cardiac arrest as the cause of death. |
| 14 aprilie 2012    | Piermario Morosini          | 25     | Livorno                                     | Morosini s-a prăbușit în timpul unei meci de Serie B cu Pescara, murind în urma unui stop cardiac. |
| 5 august 2012      | Chinonso Ihelwere Henry     | 21     | Delta Tulcea                                | Henry collapsed during a friendly game against FC Balotesti in the 86th minute, after having been brought on for 10 minutes only. With the temperature being 40 Celsius degrees, doctors tried reviving the Nigerian player for 30 minutes before declaring him dead. Apparently, he underwent health tests a week prior to his death with no signs of problems detected. The cause was of his death was heart failure. |
| 2 aprilie 2013     | Quentin Margueritte         | 25     | USON Mondeville                             | Margueritte s-a prăbușit în timpul unui antrenament la clubul USON Mondeville, murind în urma unui stop cardiac. |
| 20 aprilie 2013    | Dominik Rupp                | 23     | FSV Hemmersdorf                             | Rupp s-a prăbușit în timpul unui meci din Saarlandliga cu Saar 05 Saarbrücken, murind în urma unui stop cardiac. |
| 16 mai 2013        | Berat Sacipi                | 31     | SV Inter Itzehoe                            | Sacipi s-a prăbușit în timpul unui meci din Kreisklasse A Steinburg cu ABC Wesseln, murind în urma unui stop cardiac. |
| 21 iunie 2013      | Alen Pamić                  | 23     | NK Istra 1961                               | Pamić s-a prăbușit pe teren în timpul unui meci MNK Maružini, în urma unui infarct. |
| 21 iulie 2013      | Yair Clavijo                | 18     | Sporting Cristal                            | The 18-year-old footballer from Sporting Cristal died during a reserve match against Real Garcilaso on 20 iunie 2013. The autopsy determined he died from a cerebral edema with brain herniation caused by hypertrophic cardiomyopathy. |
| 27 iulie 2013      | Sékou Camara                | 27     | Pelita Bandung Raya                         | Camara collapsed on the field during his team's practice session in Bandung. He was rushed to the nearest hospital, but died on the way there. The cause of death was a heart attack. |
| 30 iulie 2013      | Matthias Viereckl           | 19     | SC martietrenk                              | Viereckl a murit într-un amical cu Union Steinhaus. |
| 5 aprilie 2016     | Stefan Petrovski            | 18     | Melaka United                               | Petrovski a murit electrocutat de fulger la un antrenament al echipei sale Melaka United, pe data de 5 aprilie moare la spital. |
| 6 mai 2016         | Patrick Ekeng               | 26     | FC Dinamo București                         | Ekeng a făcut un stop cardiac in timpul meciului cu FC Viitorul Constanta. A fost transportat la spital, unde dupa o ora si jumatate de resuscitari a decedat. |
| 7 mai 2016         | Bernardo Ribeiro            | 26     | Friburguense                                | Ribeiro s-a prăbușit la un meci amical al echipei sale Friburguense, apoi a fost transportat la spital, unde a murit după o durere de inimă suspectă. |
| 9 mai 2016         | Jeanine Christelle Djomnang | 26     | Femina Stars Elobowa Cameroon national team | Portărița echipei naționale cameruneze de feminin s-a prăbușit la un antrenament al echipei sale înainte de a juca în Camerun, a murit de o durere suspectă de inimă. |
| 25 decembrie 2021  | Sofiane Loukar              | 26     | Club Mouloudia Saïda                        | Sofiane Loukar Căpitanul clubului algerian Mouloudia Club de Saïda a murit în timpul unui meci din campionatul Ligue 2 împotriva ASM Oran. Jucătorul a murit după o telescopie cu portarul advers. |